# Armando Broja
Armando Broja (Slough, 10 de setembro de 2001) é um futebolista profissional albanês que atua como centroavante. Atualmente joga pelo Burnley. Nascido na Inglaterra, representa a Seleção Albanesa.

## Carreira

### Início de Carreira
Broja nasceu em Slough, Inglaterra, filho de pais albaneses, provenientes de Koplik, distrito de Malësi e Madhe. Começou a sua carreira juvenil no Burnham Juniors. Treinou à experiência nas academias do Reading e Fulham, mas acabou por assinar pelo Tottenham Hotspur, onde integrou a equipa Sub-8.

### Chelsea
Após 2 anos no Tottenham, em 2009, Broja transferiu-se para a academia do Chelsea. Em 2017–18, integrou a equipa Sub-18 dos Blues que conquistou o triplete doméstico: Premier League Sub-18, Premier League Cup Sub-18 e FA Youth Cup.  Em 2019–20, Armando venceu a Premier League 2 com os Sub-23, marcando 3 golos em 10 jogos.[carece de fontes?]
A 26 de fevereiro de 2020, Broja assinou o seu primeiro contrato profissional pelo Chelsea, com uma duração de 2 anos. A 8 de março, fez a sua estreia profissional, substituindo Olivier Giroud aos 86 minutos de uma vitória por 4–0 sobre o Everton, na Premier League.

#### 2020–21: Empréstimo ao Vitesse
A 21 de agosto de 2020, Broja foi emprestado ao clube holandês Vitesse até ao final da temporada 2020–21 A 19 de setembro, marcou o seu primeiro golo profissional, numa vitória no campeonato por 2–0 sobre o Sparta Rotterdam. Em 2020–21, Broja foi, em conjunto com Loïs Openda, o melhor marcador do Vitesse na Eredivisie, com 10 golos.

#### 2021–22: Empréstimo ao Southampton
A 18 de julho de 2021, Broja renovou contrato com o Chelsea por 5 anos. A 10 de agosto, foi emprestado ao Southampton, também da Premier League, até ao fim da temporada 2021–22. Na sua estreia pelos Saints, a 25 de agosto, Armando bisou numa goleada por 8–0 sobre o Newport County, da League Two, na 2ª ronda da EFL Cup. A 16 de outubro, marcou o seu primeiro golo na Premier League, numa vitória por 1–0 sobre o Leeds United, tornando-se o primeiro jogador albanês a marcar na competição.

#### 2022–23
A 2 de setembro de 2022, Broja renovou contrat com o Chelsea até 2028. A 8 de outubro, marcou o seu primeiro golo pela equipa principal dos Blues, fechando uma vitória por 3–0 sobre o Wolverhampton Wanderers.[carece de fontes?]
Em dezembro, durante a pausa internacional para realização do Mundial 2022, Broja sofreu uma lesão no joelho durante um amigável frente ao Aston Villa, que o manteve afastado dos relvados o resto da época.

## Carreira Internacional
Broja era elegível para representar Inglaterra (onde nasceu) ou Albânia (através dos seus pais). Em 2019, o jovem recusou ser convocado pelos Sub-21 Ingleses, pois optara por representar a Albânia a nível internacional.

### Sub–19
Em fevereiro de 2019, Broja foi pela primeira vez convocado pelo selecionador Nevil Dede para um estágio da Seleção Sub-19 da Albânia. Em março, foi convocado para dois amigáveis frente à Macedónia do Norte. No primeiro, dia 24, Armando fez a sua estreia pelos Sub-19, começando a titular e marcando aos 60 minutos, num empate por 1–1. No segundo jogo, 2 dias depois, foi novamente titular e marcou aos 10 minutos da partida, mas a Macedónia deu a volta ao resultado e venceu por 2–1. Em maio de 2019, Broja foi convocado dois amigáveis frente ao Kosovo. No primeiro, foi titular e marcou o último golo de uma vitória fora de casa por 3–1. No segundo jogo, 2 dias depois, bisou numa vitória por 4–1 da Albânia.
Em novembro, Broja foi convocado para a Qualificação para o Euro Sub-19 de 2020, onde a Albânia enfrentaria Grécia, Bélgica e Islândia. Armando foi titular numa derrota por 5–1 frente aos gregos e numa derrota por 2–1 frente aos belgas, marcando o golo de consolação neste último. No terceiro jogo, contra a Islândia, a Albânia vencia por 2–0 na 1ª parte; no entanto, Broja foi expulso aos 65 minutos e os islandeses acabaram por dar a volta ao resultado, vencendo por 4 2.

### Sub–21
A 9 de junho de 2019, Broja fez a sua estreia pelos Sub-21 da Albânia, num amigável frente ao País de Gales; Armando entrou aos 46 minutos de jogo para o lugar de Din Sula e bisou, garantindo uma vitória por 2–1 para os albaneses.

### Sénior
De 21 a 26 de maio de 2019, Broja integrou um estágio da Seleção principal da Albânia em Durrës.
A 7 de setembro de 2020, Armando estreou-se pela Seleção Albanesa, numa derrota em casa por 1–0 frente à Lituânia. A 5 de setembro de 2021, o jovem marcou o seu primeiro golo internacional sénior, numa vitória por 1– 0 sobre a Hungria, num jogo de qualificação para o Mundial 022[carece de fontes?]

## Estatísticas de Carreira
- Atualizado até 12 de novembro de 2022 [32]

| Clube              | Temporada         | Campeonato        | Campeonato | Campeonato | Taça  | Taça  | Taça da Liga | Taça da Liga | Competições Europeias | Competições Europeias | Total | Total |
| Clube              | Temporada         | Divisão           | Jogos      | Golos      | Jogos | Golos | Jogos        | Golos        | Jogos                 | Golos                 | Jogos | Golos |
| ------------------ | ----------------- | ----------------- | ---------- | ---------- | ----- | ----- | ------------ | ------------ | --------------------- | --------------------- | ----- | ----- |
| Chelsea            | 2019–20           | Premier League    | 1          | 0          | 0     | 0     | 0            | 0            | 0                     | 0                     | 1     | 0     |
| Chelsea            | 2022–23           | Premier League    | 12         | 1          | 0     | 0     | 1            | 0            | 5                     | 0                     | 18    | 1     |
| Chelsea            | Total             | Total             | 13         | 1          | 0     | 0     | 1            | 0            | 5                     | 0                     | 19    | 1     |
| Vitesse (emp.)     | 2020–21           | Eredivisie        | 30         | 10         | 4     | 1     | —            | —            | —                     | —                     | 34    | 11    |
| Southampton (emp.) | 2021–22           | Premier League    | 32         | 6          | 4     | 1     | 2            | 2            | —                     | —                     | 38    | 9     |
| Total de Carreira  | Total de Carreira | Total de Carreira | 75         | 17         | 8     | 2     | 3            | 2            | 5                     | 0                     | 91    | 21    |

1. ↑  Jogos na Liga dos Campeões

### Internacional
- Atualizado até 16 de novembro de 2022[2]

| Seleção | Ano   | Jogos | Golos |
| ------- | ----- | ----- | ----- |
| Albânia | 2020  | 3     | 0     |
| Albânia | 2021  | 7     | 3     |
| Albânia | 2022  | 7     | 1     |
| Total   | Total | 17    | 4     |

| Nº | Data                  | Local                                | Internacionalização | Adversário | Placar | Resultado | Competição                       |
| -- | --------------------- | ------------------------------------ | ------------------- | ---------- | ------ | --------- | -------------------------------- |
| 1  | 5 de setembro de 2021 | Arena de Elbasani, Elbasani, Albânia | 7                   | Hungria    | 1–0    | 1–0       | Qualificação para o Mundial 2022 |
| 2  | 8 de setembro de 2021 | Arena de Elbasani, Elbasani, Albânia | 8                   | San Marino | 3–0    | 5–0       | Qualificação para o Mundial 2022 |
| 3  | 9 de outubro de 2021  | Puskás Aréna, Budapeste, Hungria     | 9                   | Hungria    | 1–0    | 1–0       | Qualificação para o Mundial 2022 |
| 4  | 10 de junho de 2022   | Arena Kombëtare, Tirana, Albânia     | 13                  | Israel     | 1–0    | 1–2       | Liga das Nações B 2022–23        |